# 何福堂會所

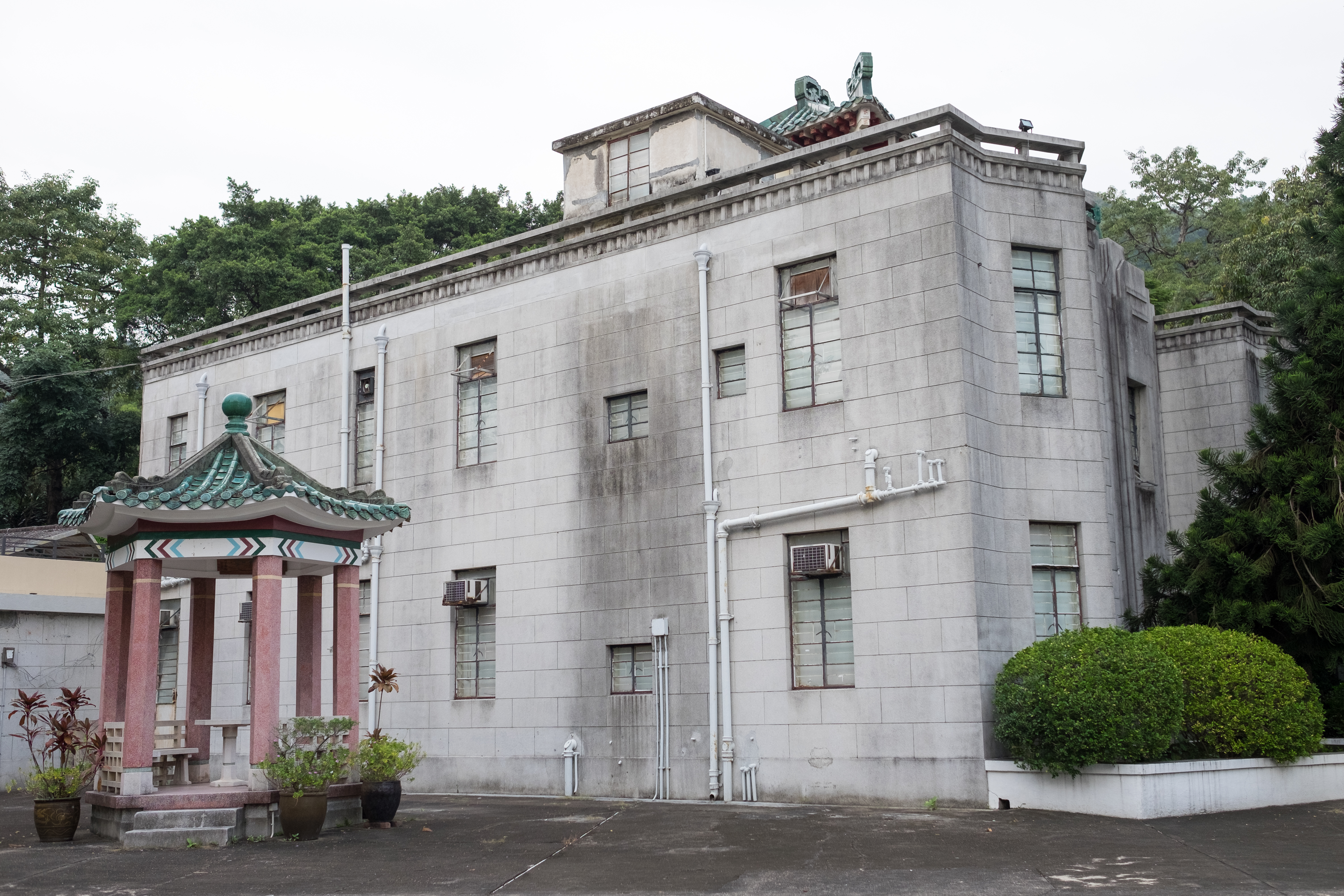
何福堂會所 馬禮遜樓

何福堂會所是中華基督教會香港區會昔日的一個會所，位於香港新界屯門新墟一帶，該址曾經是香港達德學院的校舍。原址大部份建築已被拆卸改建住宅，只剩下馬禮遜樓因被列為香港法定古蹟而得以保留，但至今一直未有對外開放。外圍更用鐵馬寫上「私家重地，未經允許，不得進入及攝影」的告示。

## 馬禮遜樓
馬禮遜樓建於1936年，為當時中國抗日戰爭名將蔡廷鍇將軍的瀧江別墅的一部份。1946年至1949年，該建築物被用作香港達德學院的校舍。1952年，倫敦傳道會（現世界傳道會）購入該處，用作何福堂會所。1961年，傳道會將之贈與中華基督教會香港區會，用作退修的會所，並於翌年在其附近建中華基督教會何福堂書院。古物諮詢委員會認為馬禮遜樓具文物價值，2004年3月26日，馬禮遜樓正式列為香港法定古蹟。
馬禮遜樓擁有獨特的建築風格，中西合璧：既選用上海式的批盪，也以裝飾派藝術建築風格建成。其中廡殿式的屋頂使用了中式青釉瓦片砌築，並於四角飾以瑞龍。

## 外部連結
- 康樂及文化事務署 - 何褔堂會所馬禮遜樓
- 立法會參考資料摘要：保存前達德學院 （页面存档备份，存于）